# (2626) Belnika
(2626) Belnika es un asteroide perteneciente al cinturón de asteroides, descubierto el 8 de agosto de 1978 por Nikolái Stepánovich Chernyj desde el Observatorio Astrofísico de Crimea (República de Crimea).

## Designación y nombre
Designado provisionalmente como 1978 PP2. Fue nombrado Belnika en honor al astrónomo ruso Nikolái Alekséyevich Beliáyev, haciendo una composición con su nombre.